# Pečora rajon
Il Pečora rajon è un distretto municipale della Repubblica dei Komi, nella Russia settentrionale. Il capoluogo è la città di Pečora.